# 2021年诺贝尔和平奖
2021年诺贝尔和平奖得主于2021年10月8日由奥斯陆挪威诺贝尔委员会公布，颁奖典礼于2021年12月20日在奥斯陆举行。得主为玛丽亚·雷萨和德米特里·穆拉托夫。

## 提名过程
国家议会及政府成员、国家元首、国际法庭法官、相关领域全职教授级别学者及往届得主可向挪威诺贝尔委员会提名候选人。2021年的奖项于欧洲中部时间2020年9月1日开始报名，2021年1月31日结束。

## 候选人
2021年的候选人有329个，含234名个人和95个组织。诺贝尔基金会至少要过50年才会公布提名人。获提名的个人可以公开自己的提名，而挪威媒体经常会报道议员及符合资格的学者的提名。
以下为挪威通讯社于2021年1月31日截止日期前公布的候选人：
| 候选人                                                | 提名人                                                                    | 来源        |
| ----------------------------------------------------- | ------------------------------------------------------------------------- | ----------- |
| 制止殺手機器人運動                                    | 国会议员奥登·利斯巴肯                                                     | [ 1 ] [ 5 ] |
| 阿列克谢·阿纳托利耶维奇·纳瓦利内                      | 国会议员奥拉·埃尔维斯图恩、玛蒂尔德·泰布林-吉德和彼得·克里斯蒂安·弗罗利希 | [ 1 ] [ 5 ] |
| 李柱銘                                                | 国会议员玛蒂尔德·泰布林-吉德和彼得·克里斯蒂安·弗罗利希                    | [ 1 ] [ 5 ] |
| 香港自由新聞                                          | 国会议员奥拉·埃尔维斯图恩、泰耶·布雷维克和乔恩·甘尼斯                     | [ 1 ] [ 5 ] |
| 国际事实查核网络                                      | 国会议员特里恩·斯凯·格兰德和托尔·斯托豪格                                 | [ 1 ] [ 5 ] |
| 玛丽亚·雷萨                                           | 国会议员約納斯·加爾·斯特勒                                                | [ 1 ] [ 5 ] |
| 无国界记者                                            | 国会议员史威宁·斯坦斯兰                                                   | [ 1 ] [ 5 ] |
| Black Lives Matter                                    | 国会议员彼得·艾德                                                         | [ 1 ] [ 5 ] |
| 北大西洋公约组织                                      | 国会议员埃伦德·威堡                                                       | [ 1 ] [ 5 ] |
| 流行病预防创新联盟和全球疫苗免疫联盟                  | 国会议员卡尔-埃里克·格里姆斯塔德                                          | [ 1 ] [ 5 ] |
| 童軍活動                                              | 国会议员索尔维格·施茨                                                     | [ 1 ] [ 5 ] |
| 珍·古道尔和生物多样性和生态系统服务政府间科学政策平台 | 宗教学教授達格·埃斯泰因·恩舍                                              | [ 1 ] [ 5 ] |
| 玛丽莲·华林                                           | 社会学教授玛古恩·比约恩霍尔特                                             | [ 1 ] [ 5 ] |
| 斯维特兰娜·格奥尔基耶娃·季哈诺夫斯卡娅                | 议员哈雷克·埃文内斯、杰特·克里斯滕森和盖尔·托斯克达尔                     | [ 1 ] [ 5 ] |

## 评委
挪威诺贝尔委员会委员由挪威国会选举产生，负责按照阿尔弗雷德·诺贝尔的遗嘱选出获奖者。2021年的委员有：
- 贝丽特·赖斯-安徒生（英语：Berit Reiss-Andersen）（主席，1954年生），法律倡导者（英语：advocate）（大律师）、前挪威律师协会（英语：Norwegian Bar Association）主席、前司法与警察（英语：Minister of Justice and the Police (Norway)）国务部长（英语：State Secretary (Norway)）（代表工党）。自2012年起任挪威诺贝尔委员会委员，2018年至2023年升任主席
- 阿斯勒·托耶（英语：Asle Toje）（副主席，1974年生），2018年至2023年升任副主席
- 安妮·恩格（英语：Anne Enger）（1949年生），前中间党党魁、前文化部长（英语：Minister of Culture and Church Affairs）。2018年起任委员，2021年至2026年连任
- 克里斯汀·克莱梅特（英语：Kristin Clemet）（1957年生），前政府行政与劳工部长（英语：Ministry of Labour (Norway)）、教育与研究部长（英语：Ministry of Education and Research (Norway)）。2021年至2026年任委员
- 约根·瓦特尼·弗里德尼斯（英语：Jørgen Watne Frydnes）（1984年生），前無國界醫生挪威分会董事、挪威赫尔辛基委员会（英语：Norwegian Helsinki Committee）董事[8]。2021年至2026年任委员

## 得主公布与颁奖仪式

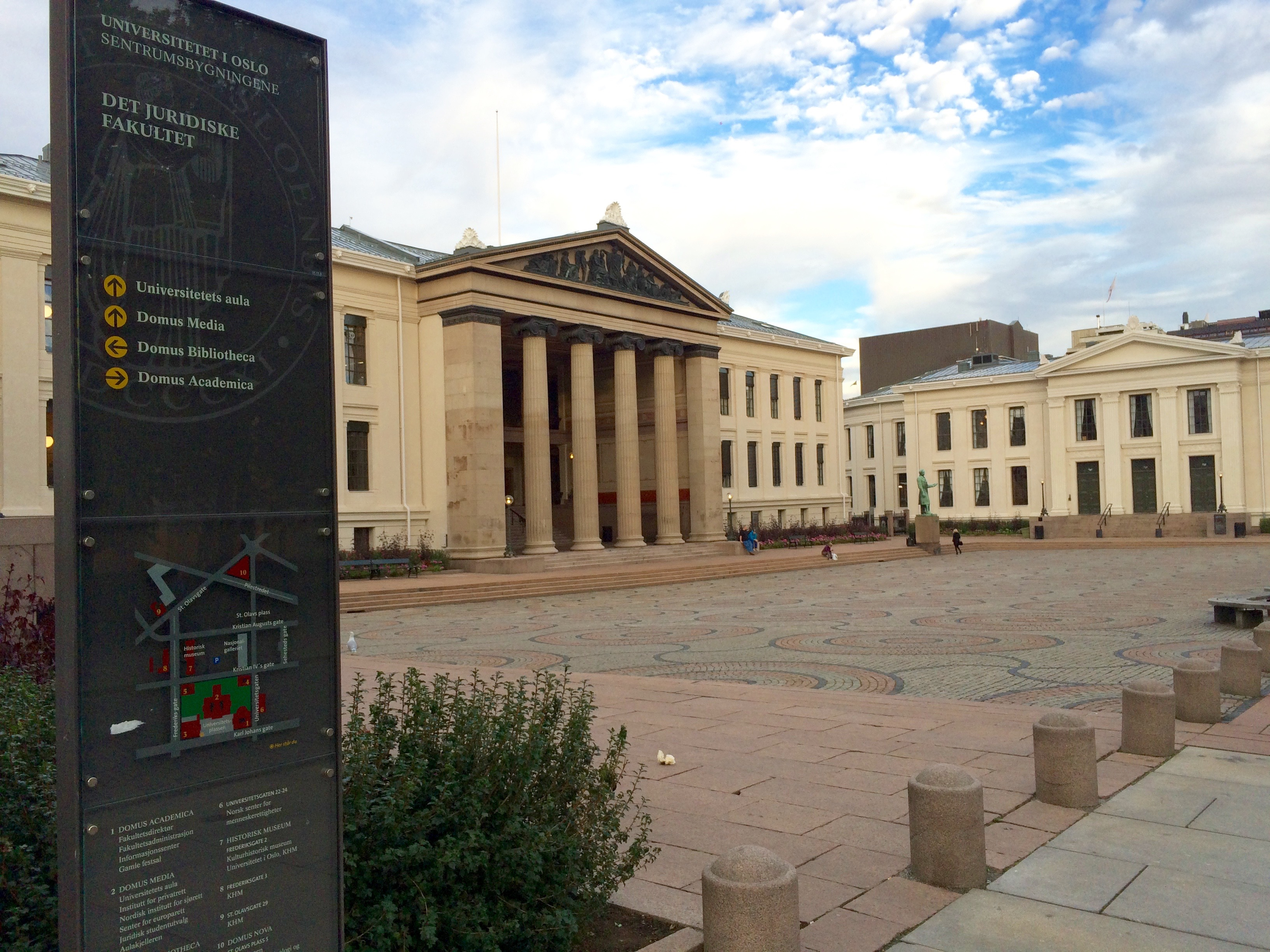
颁奖典礼于1947年至1989年、2020年至今在奥斯陆大学法学院大礼堂举行

得主于2021年10月8日由挪威诺贝尔委员会公布，为菲律宾记者玛丽亚·雷萨及俄罗斯反对派报纸《新报》总编德米特里·穆拉托夫。颁奖典礼于2021年12月10日诺贝尔忌日在奥斯陆大学法学院大礼堂举行。